# Wateren (hout)

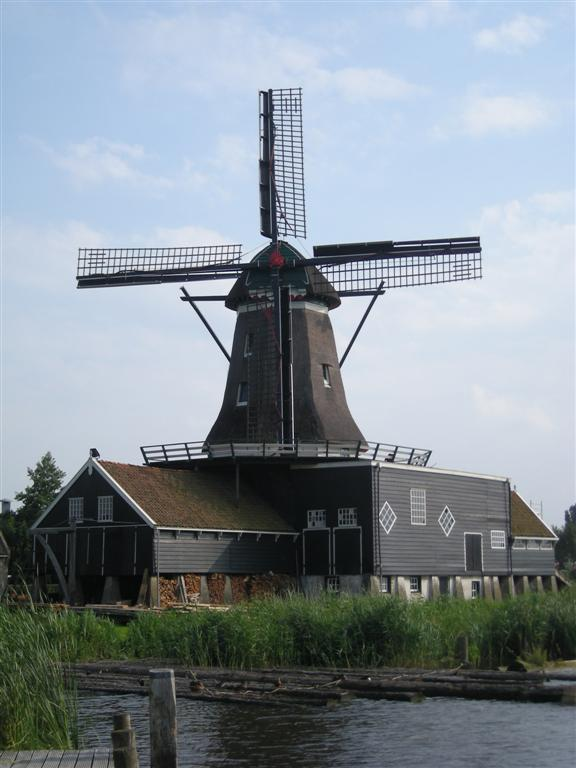
Balkengat met boomstammen bij de molen De Rat

Wateren is het in het water leggen van vers gekapt hout, meestal negen maanden tot drie jaar, maximaal vijf jaar. Hierdoor worden de in het hout aanwezige mineralen, voedingsstoffen en zetmeel in het water opgelost. Men dacht vroeger dat hierdoor het hout duurzamer werd, maar gebleken is dat gewaterd hout bij het drogen minder haarscheurtjes krijgt en dat dit de oorzaak is van het duurzamer zijn.
Door langdurige watering raakt het hout ook uitgewerkt, het wordt 'rustiger', waardoor de balken en planken die ervan worden gezaagd recht blijven.
Traditioneel worden nog te verwerken boomstammen in een balkengat langdurig gewaterd en daarna gedroogd. Dit proces kan meerdere jaren duren. Bij houtzaagmolens ligt daarom altijd een balkengat. Boomstammen van de lichtere houtsoorten blijven drijven, maar zwaardere houtsoorten zoals eikenstammen zinken naar de bodem. Het balkengat moet dus niet te diep zijn, of de boomstammen dienen met een touw of ketting vast te worden gelegd.